# 托雷洪德尔雷
托雷洪德尔雷，是西班牙卡斯蒂利亚-拉曼恰瓜达拉哈拉省的一个市镇。总面积25平方公里，总人口1460人（2001年），人口密度58人/平方公里。